# Hans Fritzsche

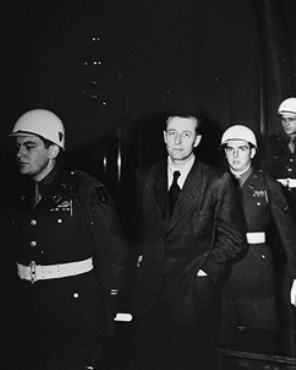
Před procesem

Hans Georg Fritzsche (21. dubna 1900 Bochum – 27. září 1953 Kolín nad Rýnem) byl vedoucím říšského rozhlasu.

## Životopis
Narodil se v Bochumi (německé město nacházející se v Porúří). V roce 1917 byl povolán do německé armády a zúčastnil se bojů 1. světové války. Po jejím skončení studoval (vždy poměrně krátce) několik vysokých škol a poté se věnoval novinařině.
1. května 1933 vstoupil do NSDAP. Pracoval na Goebbelsově říšském ministerstvu pro lidovou osvětu a propagandu, kde vedl oddělení rozhlasu. V polovině roku 1938 se stal náměstkem Alfreda Berndta v Německém tiskovém oddělení, které kontrolovalo domácí zpravodajská media. Již v prosinci roku 1938 se stal ředitelem tohoto úřadu.
V květnu 1942 se zde osobní kontroly ujal Goebbels a Fritzsche se vrátil zpět k práci pro ministerstvo jako Vedoucí oddělení rozhlasu na ministerstvu a také jako zmocněnec politické organizace Velkoněmeckého rozhlasu.

### Norimberský proces
2. května 1945 byl Fritzsche zatčen sovětskými vojáky a byl souzen před Norimberským tribunálem, kde byl obviněn ze spolčení ke spáchání zločinů proti míru, válečných zločinů a zločinů proti lidskosti. Později byl obviněn ještě z dalších trestných činů a odsouzen na devět let, následně byl ovšem tribunálem osvobozen, protože vyšlo najevo, že nikdy osobně nepodněcoval ke genocidě Židů a ve dvou případech se dokonce pokusil zastavit zveřejnění rasisticky zaměřených novin Der Stürmer. V září 1950 byl propuštěn a zemřel o 3 roky později na rakovinu.